# Алким
Алким је у грчкој митологији било име више личности.

## Митологија
- Био је Менторов отац.[тражи се извор]
- У Хомеровој „Илијади“, Ахилов штитионоша се звао Алким. Њега је убио Дејфоб.[1]

## Педагогија
Један од онлајн система за учење се назива „Алким“ и због тога што је Алким био Менторов отац, а овакав систем учења омогућава полазницима да имају свог личног ментора који ће се прилагодити свакоме од њих.